# Mohamed Bentaïeb
 (juin 2025).
Si vous disposez d'ouvrages ou d'articles de référence ou si vous connaissez des sites web de qualité traitant du thème abordé ici, merci de compléter l'article en donnant les références utiles à sa vérifiabilité et en les liant à la section « Notes et références ».
Mohamed Bentaïeb, né le 24 décembre 1901 à Chélif et mort le 30 mai 1982 à Toulouse, est un homme politique français.
Mohamed Bentaieb est issu d'une riche famille de propriétaires terriens de la région d'Orléansville, dans le département d'Alger. Il fait ses études coraniques à Guerboussa, près du Chélif. Propriétaire exploitant, il fonde une famille qui comptera 16 enfants. Il sert dans la gendarmerie et combat pour la France pendant la Seconde Guerre mondiale. Sa conduite lui vaut la Légion d'honneur et la Médaille militaire. En outre, le gouvernement le nomme caïd et bachaga de classe exceptionnelle, titre hérité de l'administration turque et décerné à quelques grands dignitaires.
En 1945, il est élu conseiller général (il conservera son mandat jusqu'à l'indépendance algérienne sans toutefois siéger pendant la guerre d'Algérie). Il devient également vice-président du Grand-Alger.
Aux élections du 10 novembre 1946, il figure en troisième position sur la liste musulmane d'action démocratique et sociale, dans le deuxième collège du département d'Alger. Sa liste est en concurrence avec une liste pour le triomphe des libertés démocratiques (99 792 voix et 2 élus) et la liste communiste conduite par Amar Ouzeganne (14 161 voix et aucun élu). Mohamed Bentaieb, Abderahmane Bentounes et Amar Smail recueillent 10 8812 suffrages et sont tous les trois élus. Après la validation de son élection le 21 janvier, Mohamed Bentaieb est nommé membre des commissions de l'éducation nationale (1946), de l'intérieur (1947 à 1951), de la presse (1948) et des pensions (1949-1950) et s'apparente au groupe M.R.P.
Il se révèle être un parlementaire particulièrement actif. Il dépose 15 propositions de loi ou de résolution visant à améliorer la situation matérielle et morale de ses coreligionnaires : équipement sanitaire, écoles, habitat rural, secours aux nécessiteux, etc. Il intervient également fréquemment à la tribune. Dès le 31 janvier 1947, il répond vigoureusement aux accusations de fraude et à la demande d'annulation présentées par le parti communiste à l'encontre des députés élus dans le deuxième collège, faisant remarquer qu'en dépit des diverses irrégularités constatées le score des deux principales listes est très équilibré. Le 5 juin suivant, il alerte le gouvernement sur les récoltes désastreuses de céréales et sur les troubles sociaux que les difficultés d'approvisionnement peuvent engendrer et qui sont attisés par les « perturbateurs de métier ». Quelques jours plus tard, lors de la discussion du projet de loi d'amnistie, Mohamed Bentaieb prend la défense d'une cinquantaine de musulmans détenus à Fresnes pour faits de collaboration alors qu'ils ont été simplement enrôlés par ignorance dans la Légion nord-africaine, créée par le gouvernement de Vichy et que les délits qu'ils ont commis sont mineurs. Un geste de clémence à leur égard aurait, selon lui, un grand effet d'apaisement sur l'esprit public. Il rend à ce propos hommage au ministre Edouard Depreux qu'il a suivi lors de sa tournée en Algérie et qui a su trouver le contact avec les populations musulmanes.
Le 26 juin 1947, Mohamed Bentaieb profite de la discussion du budget de l'intérieur pour attirer l'attention du gouvernement sur les inégalités existant entre les allocations familiales versées aux sous-officiers selon qu'ils sont européens ou musulmans. Il critique également l'application à l'Algérie des mesures de suppression d'emplois de fonctionnaires qui ont surtout touché les titulaires de petits emplois, pères de familles nombreuses et réduits de ce fait à la misère. Aussi réclame-t-il au ministre de l'Intérieur des crédits importants pour faire face à la situation difficile du territoire. De même, les 1er et 4 juillet suivants, il saisit l'occasion de la discussion d'interpellations sur la politique économique et sociale du gouvernement pour dénoncer la misère en Algérie aggravée par l'inflation et renouvelle l'expression de son attachement à la France mais avertit le gouvernement : « si les populations d'Algérie sont mécontentes, c'est parce qu'elles souffrent de la famine. Si vous voulez qu'elles restent françaises, si vous voulez qu'on puisse toujours dire « Algérie Française », alors n'attendez pas pour leur porter secours ».
Toujours dans le même souci d'apaisement, Mohamed Bentaieb fait adopter un amendement tendant à ce que les musulmans français amnistiés ne subissent pas de confiscations pour profits illicites, car cela violerait la loi coranique et aggraverait la misère des petits commerçants. De même, lors de la discussion sur le statut de l'Algérie, le 19 août 1947, il fait une très longue intervention. Il s'en prend aux adversaires du collège unique, car seule cette dernière solution répond, selon lui, aux promesses faites en 1944 et en 1946. Les deux collèges maintiennent les musulmans en état d'infériorité, empêchent la réconciliation des communautés et l'intégration progressive des musulmans. Il met en garde les Européens qui, par leur intransigeance, risquent de se desservir eux-mêmes : « au plan général, il faut faire comprendre aux Algériens d'origine européenne que l'intégration est le seul système qui les empêche de devenir une minorité ». Il conclut en s'écriant : « Vive d'Algérie ! Vive la France ! ». En application de ses idées, il présente, le 22 août, un contre-projet ainsi conçu : « l'Algérie est formée de trois départements français. Il sera institué un collège unique. Les mêmes lois seront applicables en Algérie et dans la métropole ». Cependant, ni la commission, ni l'assemblée n'acceptent de le prendre en considération.
Dans toutes ses interventions, toujours pittoresques, il ne cesse de protester de son attachement à la France et à l'Algérie française, avec un enthousiasme et une chaleur qui font parfois sourire ses collègues. Il attire sans relâche l'attention du gouvernement sur la misère algérienne, demande des mesures de justice (ouverture d'écoles, pensions égales pour les militaires algériens et européens, amélioration de l'habitat, amnistie, allocations familiales, etc..) tout en soutenant fermement les gouvernements successifs.
En février 1951, lors de la discussion de la nouvelle loi électorale, Mohamed Bentaieb revient sur la question du deuxième collège. Le 21 mars, il demande l'établissement du scrutin uninominal d'arrondissement à deux tours pour le deuxième collège en raison de l'étendue énorme des circonscriptions algériennes. Au cours de cette séance, un violent incident l'oppose à François Quilici.
Sa dernière intervention se produit le 10 mai 1951, pour contester le choix de la date des prochaines élections législatives (qui vont tomber en plein ramadan) ; il demande qu'on les repousse au 22 juillet et met en cause son collègue Ahmed Mezerna qu'il accuse de vouloir attiser le mécontentement anti-français en tirant argument de ce choix malheureux. Un vif échange s'ensuit.
Aux élections du 17 juin 1951, Mohamed Bentaieb conduit une liste d'Union des républicains indépendants et du progrès social, qui ne recueille que 9542 voix et 3,2 % du total. En revanche, la liste de son ancien partenaire Bentounes intitulée de « concorde et d'entente républicaine » remporte un grand succès avec 78,5 % des voix et la totalité des sièges.
Mohamed Bentaieb est élu à l'Assemblée algérienne en 1953, fonction qu'il occupera jusqu'en 1956. Lorsqu'éclate le conflit algérien, il se consacre à l'exploitation de ses terres et abandonne la politique active.

## Mandats
- Député d'Alger (1946-1951)[3].